# Конклюдентний договір
Конклюде́нтний до́говір (від лат. conclude — укладаю, роблю висновок) — договір, у якому втілюється воля особи укласти угоду. Прикладом може слугувати продовження трудового договіру на усних домовленостях..
Мовчання визнається виявом волі укласти угоду у випадках, передбачених законодавством. ЦК України (ст. 764)виходить з того, що у разі продовження користування майном після закінчення строку договору майнового найму, а відсутність заперечень наймодавця протягом одного місяця, то договір вважається поновленим на строк, який був раніше встановлений цим договором. Тут юридичного значення набуває факт відсутності заперечення, тобто мовчання з боку наймодавця.
Ст. 205 ЦК Українидопускає різні форми зовнішнього вияву волі (волевиявлення): словами (усно), письмовим актом, поведінкою особи. В останньому випадку йдеться саме про конклюдентні дії.
Частина 2 цієї статті передбачає можливість укладення правочину у спрощеній формі. Якщо тільки законом для даного виду правочину не встановлена обов'язкова письмова форма, достатньо може бути і певної поведінки сторін. Це можуть бути дії або бездіяльність окремих осіб (в односторонніх правочинах) або узгоджені дії учасників дво-або багатостороннього правочину (так звані «конклюдентні дії»).

## Приклади конклюдентних дій
- Купівля товарів або обмін валюти через автомати
- Придбання товарів у магазинах самообслуговування
- Оплата проїзду в громадському транспорті
- Дарування через передачу ключа (символу)
- Прийняття спадщини безпосередньо.
- Сплата послуг без підписання відповідного акта наданих послуг (акта виконаних робіт) може розглядатися як конклюдентні дії.